# Джон Стронг
Джон Стронг (англ. John Strong, род. 9 апреля 1969 года) — украинский порноактёр и режиссёр, лауреат премий AVN Awards, XRCO Award, XBIZ Award и ряда других, член зала славы AVN.

## Карьера
Дебютировал в порноиндустрии в 1998 году. В 2002 году начал работать режиссёром для Anabolic Video и Diabolic Video. 30 апреля 2004 года он начал сниматься и режиссировать эксклюзивно для Platinum X Pictures и Red Light District Video. В июне 2006 года он начал сниматься для других студий, но остался эксклюзивным режиссёром для Platinum X Pictures и Red Light District Video.

## Премии
- 2004 XRCO Award — лучшая групповая сцена — Flesh Hunter 5 (вместе с Тэйлор Рэйн, Арнольдом Шварценпекером, Трентом Тесоро и Марком Вудом)[5]
- 2006 AVN Award — лучшая сцена втроём — Tease Me Then Please Me 2 (вместе с Тайлой Винн и Майклом Стефано)[6]
- 2008 AFWG Award — исполнитель года[7]
- 2012 AVN Award — лучшая сцена группового секса — Asa Akira Is Insatiable 2 (вместе с Асой Акирой, Эриком Эверхардом, Тони Рибасом, Дэнни Маунтином, Jon Jon, Броком Адамсом и Рамоном Номаром)[8]
- 2015 AVN Award — лучшая сцена группового секса — Gangbang Me (вместе с Эй Джей Эпплгейт, Эриком Эверхардом, Мистером Питом, Миком Блу, Рамоном Номаром, Джеймсом Дином и Jon Jon)[9]
- 2015 XBIZ Award — лучшая сцена (не-полнометражка) — Gangbang Me (вместе с Адрианой Чечик, Миком Блу, Джеймсом Дином, Эриком Эверхардом и Криссом Строксом)[10]
- 2015 XRCO Award – Unsung Swordsman[11]
- 2016 Зал славы AVN[12]
- 2016 AVN Award — лучшая сцена группового секса — Gangbang Me 2 (вместе с Кейшей Грей, Миком Блу, Джеймсом Дином, Jon Jon и Эриком Эверхардом)[13]